# باهیتوس
باهیتوس (به پرتغالی: Barretos) یک منطقهٔ مسکونی در برزیل است که در ایالت سائو پائولو واقع شده‌است. باهیتوس ۱٬۵۶۶٫۱۶۱ کیلومتر مربع مساحت و ۱۲۱٬۳۴۴ نفر جمعیت دارد و ۵۳۰ متر بالاتر از سطح دریا واقع شده‌است.